# بلطجة

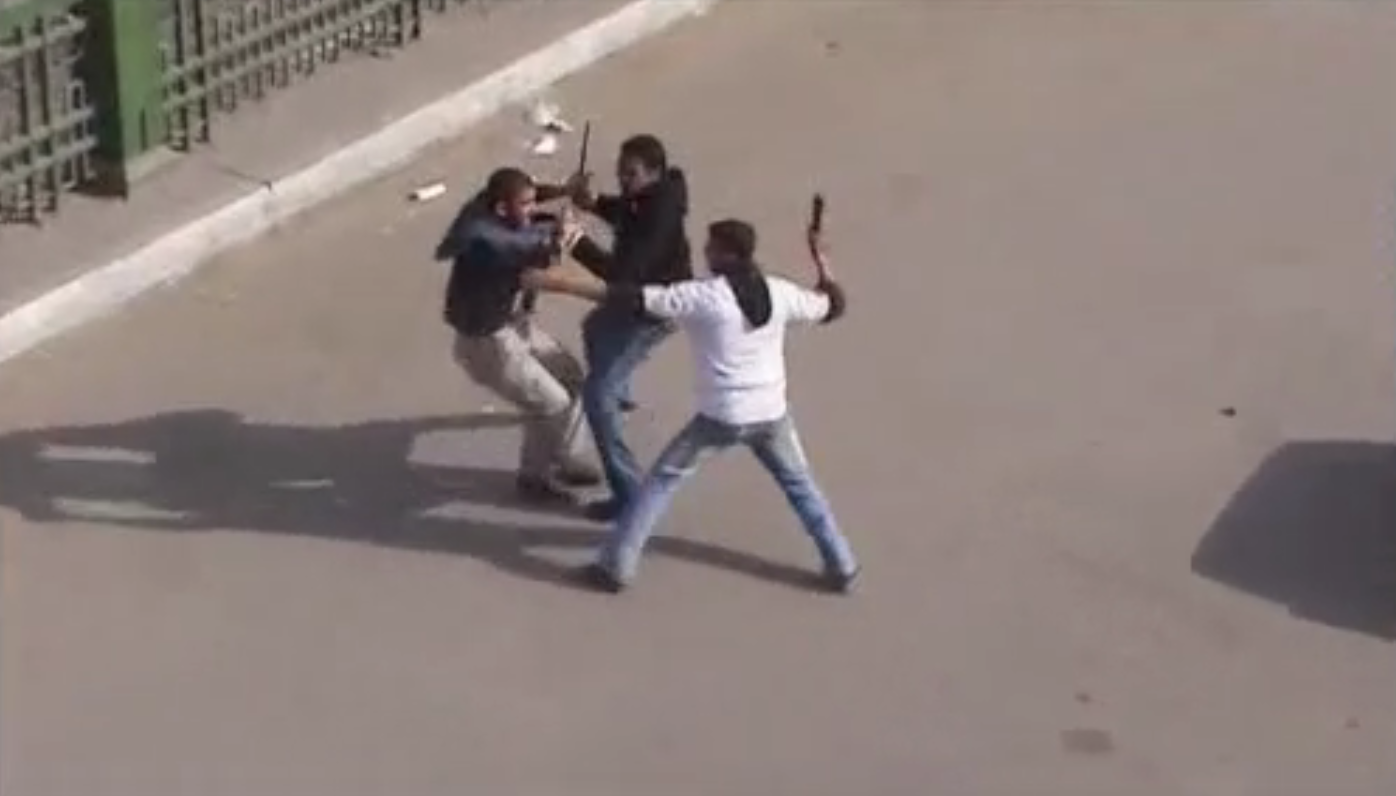
بلطجية يعتدون على متظاهر بالأسلحة البيضاء خلال ثورة 25 يناير عام 2011 م

البلطجة وفاعلها البلطجي أو البلطيّ (الجمع: بلطجية في مصر، بلاطجة في اليمن) أو التَشْبيح وفاعلها الشَبّيح (الجمع: شَبّيحة في سوريا)، هي نوع من النشاط الإجرامي يقوم من يمارسه بفرض السيطرة على فرد أو مجموعة، وإرهابهم وتخويفهم بالقوة عن طريق الاعتداء عليهم أو على آخرين والتنكيل بهم وأحياناً قتلهم لغرض السرقة أو قمع الرأي وإحراق الدواليب وإغلاق الطرق وترهيب المناطق الآمنة ورمي الحجارة وإحراق الأبنية. انتشر هذا المصطلح كثيراً بعد ثورات الربيع العربي حيث استخدمتهم الأنظمة العربية كأدوات لقمع المتظاهرين والمعارضين لهم.

## أصل الاسم
البلطجة هي لفظة عامية أصلها من اللغة التركية، ويتكون من مقطعين: «بلطة» الأداة المعروفة، و«چي» زائدة صرفية للنسب، ويقابلها بالعربي «ي» فيقال بالعربية «البلطي»؛ هو حامل البلطة، وهي أداة للقطع والذبح، كنايةً عن الإجرام.
وفي الدولة العثمانية، كان "البلطه جى" (بالتركية: Baltacı)‏ أحد أصناف الجنود العاملين في القصر السلطاني. كانت وظيفتهم في البداية شق الطريق من الأشجار أثناء توجه السلطان للغزو ثم اشتغلوا في القصر بمختلف المهن، مثل إطفاء الحريق وتنظيف غرفة المعروضات، وإحضار العرش من وإلى باب السعادة عند الضرورة، وحماية وصيانة الديوان، كما كانوا يتلون القرآن الكريم تحت الراية العثمانية أثناء المعارك لضمان النصر أثناء الحملة. وبعد القرن السابع عشر، قاموا بتقديم الشربات وماء الورد والبخور للخطباء في مسجد السلطان أحمد في يوم المولد النبوي..

## في مصر
في مصر يربطونهم بالنظام السابق وأجهزته الأمنية المختلفة، التي تستعمل بعض المجرمين السابقين، وبائعي ومستهلكي المخدرات، أو مرتزقة من أجل القيام بأعمال شغب ضد المتظاهرين والمعارضة في الساحات العامة وحتى داخل الجامعات مقابل مبالغ مالية.

## البلطجية حسب المنطقة العربية
على الرغم من أن بداية ظهور مصطلح البلطجية قديمة، إلا أن ظهورها بشكل كبير في وسائل الإعلام بدأ مع الثورة المصرية في 25 يناير، والتي لم تكن وحدها التي شهدت ظهور البلطجية، وإن حملت أسماء ومرادفات أخرى:
1. كالبلاطجة بالصياغة اليمنية.
2. الشبيحة في سوريا.
3. والشماكرية أو الشباب الملكي في المغرب.[7]
4. وميليشيا النظام في تونس.
5. والمرتزقة في ليبيا.
6. والرباطة في السودان.[8]
7. والزعران في الأردن.[9]

## تعطيلالثوراتوتشويهها
الشبيحة والبلطجية وغيرها من المسميات ليست بالظاهرة الجديدة لأن هؤلاء نتاج تخطيط من أنظمة معينة وبعض الجهات الخفية بهدف تكوين أفرع أمنية لا انتماء لها إلى وطن ولا هدف لها إلا قتل كل إنسان يرفض الظلم والفساد. وخلال فترة ثورات الربيع العربي تم استخدام هذه العصابات استخداماً سياسياً من قبل الأنظمة والأيدي الخفية لتعطيل الثورات وتخويف الثوار والمنتفضين ضد ديكتاتورية الزعماء، ومحاولة أعداء الثورة استخدام العصابات في سبيل الوصول لأهدافهم السياسية أو الدينية.

## البلطجية في ثورة 25 يناير المصرية
استخدمت تسمية البلطجية أثناء ثورة 25 يناير ضد نظام حسني مبارك عندما حصلت أعمال سلب ونهب ألقيت تبعاتها على مجاميع من البلطجية. وقد أساء ظهور البلطجية على مسرح الأحداث في الثورة المصرية إلى صورة الحزب الحاكم.
يعتقد أن ضباط مباحث أمن الدولة في مصر استخدموا هؤلاء البلطجية في التعامل مع النشطاء السياسيين، مستغلين حاجتهم إلى المال، حيث تنتمي غالبيتهم إلى مناطق وأحياء توصف بأنها هامشية أو عشوائية. ويتم تخييرهم بين أمرين، إما الاعتقال في حال عدم تنفيذ المهام التي توكل إليهم، أو منحهم بضعة جنيهات في حال القبول والقيام بهذه المهام. وعادة ما يعرف المصريون البلطجية من شكلهم العام، حيث أنهم عادة ما يكونون ذوي خدوش وجروح عميقة في وجوههم، ولهم طريقة مميزة في ارتداء ملابسهم وأسماء شهرة غريبة من نوعها.
وتتمثل خطورة هؤلاء البلطجية في كونهم "أدوات عنف بلا عقل"، فهي قد تفسد خطط من يستعين بها، حيث لا يقوم ضباط الأمن وكبار قيادات الداخلية بتقديم معلومات حقيقية لهؤلاء البلطجية، بل يعرضونهم إلى عمليات "غسيل الدماغ" بحيث يتم إقناعهم بأن الخصوم هم أعداء يجب ردعهم، وأن ما يقومون به سوف يحمي البلاد من أخطار الفتنة الكبيرة المحدقة بها، ولذا فإن الاستعانة بهؤلاء البلطجية تبقى محفوفة بالمخاطر.

### أشهر زعماء البلطجية
- في القاهرة: صبري حلمي نخنوخ حنا.
- في الإسكندرية: نبيل الكفران.

## الشَبّيحة في سوريا
في سوريا تُوجد ظاهرة التَشْبيح والتي تُشبه البلطجة في بعض النواحي. لكن الطبيعة التنظيميّة والتعبويّة والعملياتيّة للشبّيحة وما نفّذوه من أعمال دمويّة ضدّ المتظاهرين والمعارضين في سوريا أثناء الثورة السورية تجعل البعض يُطلقون عليهم اسم «فِرَق المَوت».

## البلاطجة في اليمن
لم يكن مشهوراً مصطلح بلاطجة في اليمن كثيراً ولكن مع ظهور الثورات العربية في عام 2011 م وظهور مصطلح بلطجي في مصر، انتشر هذا المصطلح في اليمن مع تحريف الاسم إلى بلاطجة.
والبلاطجة هم من يقوموا بتولي مهمات غير قانونية سواء اختطاف أو قتل أو قنص أو تهديد وترويع. وقد يستعين البلاطجة بوسائل الإعلام المختلفة لدعم الجبهة التي يساندوها وتخويف الناس البسطاء وإقلاق الأمن وغيرها من الأعمال التخريبية.